# 300
Cette page concerne l'année 300  du calendrier julien. Pour l'année 300 av. J.-C., voir 300 av. J.-C. Pour le nombre 300, voir 300 (nombre). Pour les autres significations, voir 300 (homonymie).
L'année 300 est une année séculaire et une année bissextile qui commence un lundi.

## Événements
- Origine du Royaume du Ouagadou, Afrique occidentale.
- 28 décembre : mort de Théonas d'Alexandrie. Pierre devient évêque d'Alexandrie (fin en 311)[1].

## Décès en 300
- 28 décembre : Théonas d'Alexandrie[1].